# Perasia

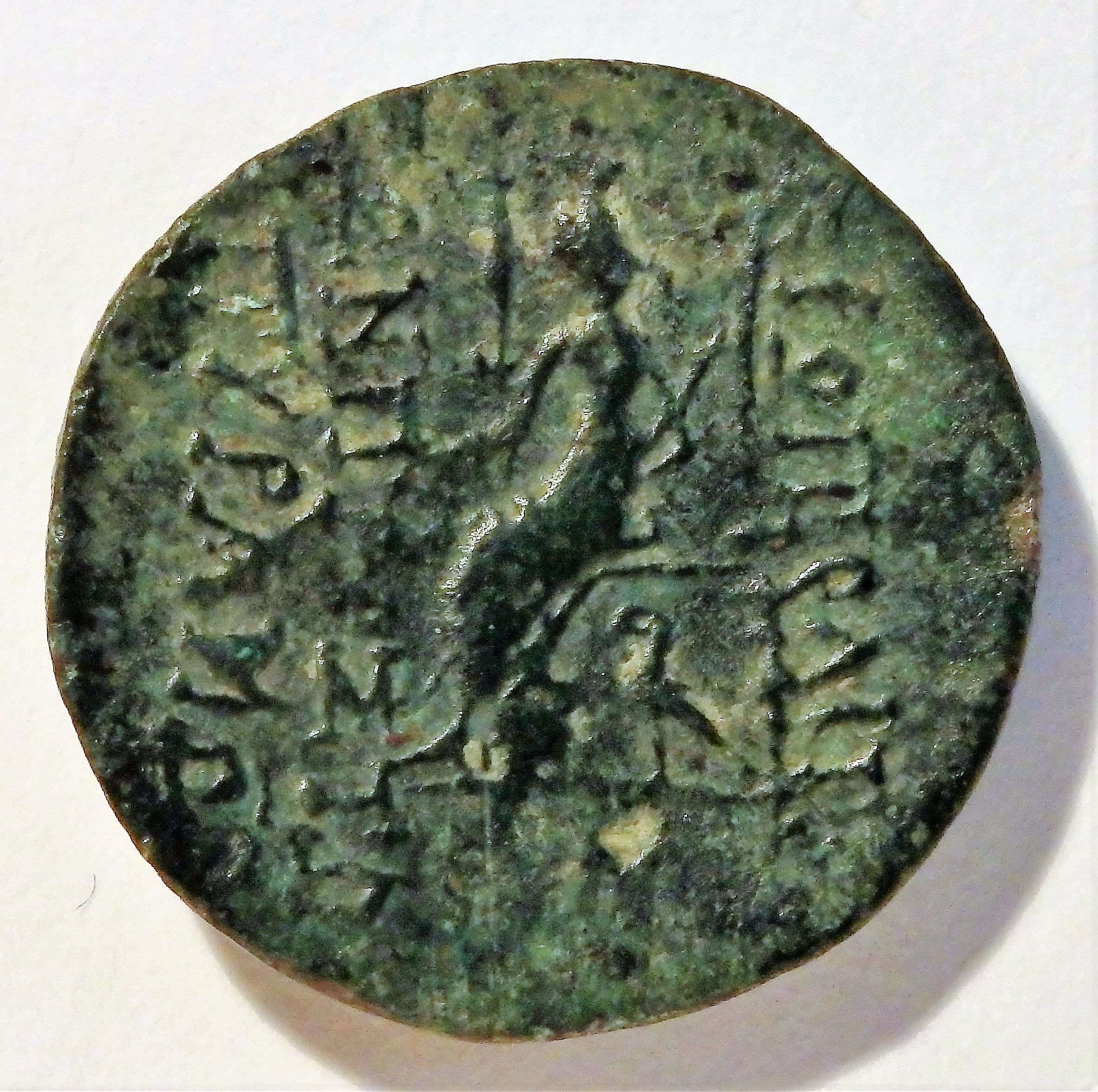
Bild der thronenden Perasia auf einer Münze aus Kastabala

Perasia (altgriechisch Περασία Perasía) ist eine kleinasiatische Göttin, die während der Antike im kilikischen Ort Hierapolis Kastabala verehrt wurde. Sie wird auf Münzen der Stadt abgebildet.

## Überlieferung
Strabon beschrieb den Kult der Göttin, die er Artemis Perasia nennt, nur kurz. Demnach wandelten ihre Priesterinnen barfuß über glühende Gluten, ohne sich die Füße zu verbrennen. Nach Iamblichus gingen die Priesterinnen in Trance über die Flüsse und schwärmten in unzugängliche Gebiete aus.
Ein wichtiges Zeugnis ist eine aramäische Inschrift auf einem Grenzstein, der 1957 in Bahadırlı gefunden wurde, einem Dorf, das rund 20 Kilometer nördlich von Kastabala liegt. Die Inschrift kann ins 5. oder 4. Jahrhundert v. Chr. datiert werden. Diese nennt die Göttin „Kubaba von pwšr, die in Kastabala ist.“ (kbbh zy pwšr zy bkštbly). Der Beiname wird in derselben Inschrift ein zweitesmal in der Form pšwr erwähnt. Münzen aus Kastabala bilden Perasia als thronende Frau ab, mit einem Schleier und einem Kalathos als Kopfbedeckung, manchmal aber mit einer Turmkrone, ähnlich der griechischen Tyche. Als Attribut der Göttin zeigen die Münzen Fackeln. Überliefert ist zudem einmal der Männername Perasidoros („Perasia-Gabe“).
Eine römerzeitliche Inschrift aus Kastabala vergleicht die Göttin mit mehreren antiken Göttinnen, nämlich mit Artemis, Selene, Hekate, Aphrodite und Demeter. Die Inschrift wirkt sehr gelehrt und aufgesetzt, so dass daraus nicht viel über das Wesen der Göttin geschlossen werden kann. Der Vergleich mit Demeter und Hekate, die in der Inschrift als „Feuerträgerin“ bezeichnet wird, bezieht sich auf den Feuerkult. Beide Göttinnen konnten zudem wie Perasia mit Fackeln dargestellt werden. Die Nennung der Mondgöttin Selene nimmt Bezug auf den nächtlichen Kult, der für alle genannten Göttinnen bezeugt ist. Die zuerst genannte Artemis dürfte am nächsten dem Wesen der Göttin entsprechen und Aphrodite weist auf eine erotische Komponente hin.

## Deutung
Der Vergleich mit der griechischen Artemis einerseits und andererseits der luwischen Göttin Kubaba erinnert an hieroglyphenluwische Inschriften aus der Kommagene, wo die luwische Jagdgöttin Ala mit Kubaba gleichgesetzt wird. Somit dürfte Artemis Perasia eine ähnliche Funktion gehabt haben.
Den Namen der Perasia führt Strabon auf altgriechisch pérathen (πέραθεν) „von drüben her“ ab, weil Orestes von den Taurern die taurische Göttin nach Kilikien gebracht habe. Eine ähnliche hellenistische Interpretation gibt er auch für die Göttin Ma an und beide Deutung sind unhaltbar. In der Forschung wird allgemein angemonnen, dass der aramäisch geschriebene Name pwšr oder pšwr den Namen Perasia wiedergebe, was aber lautlich nicht unproblematisch ist. René Lebrun möchte den Namen auf die bronzezeitliche Göttin Ištar parašši zurückführen, welche in der Apologie des hethitischen Großkönigs Ḫattusli III. genannt wird. Allerdings ist die Bedeutung dieses Beinamens unbekannt. Oliver Casabonne bringt den Namen Perasia mit dem hethitschen Pferdegott Pirwa zusammen, erwägt aber auch eine Ableitung vom hethitischen Wort peru- „Fels, Stein“.